# Aérodrome de Bad Berka
L'aérodrome de Bad Berka est un aérodrome à Bad Berka, dans le Land de Thuringe.

## Histoire
L'aérodrome de Bad Berka ouvre en 1962 et permet de pratiquer le vol à voile dans les environs de Weimar et d'Apolda. À l'été 1979, en raison des violations de la frontière et de la fuite vers l'ouest, la RDA décide de fermer les aéroports près de la frontière.
L'aérodrome rouvre en 1990. Il est géré par l'aéro-club de Bad Berka. En 1999, un deuxième hangar est bâti pour les pratiquants du vol à voile.

## Source de la traduction
- (de) Cet article est partiellement ou en totalité issu de l’article de Wikipédia en allemand intitulé « Flugplatz Bad Berka » (voir la liste des auteurs).